# Musée des Beaux-Arts Itsuō
Le Musée des beaux-arts Itsuō (逸翁美術館, Itsuō Bijutsukan) est un musée situé à Ikeda, dans la préfecture d'Osaka, au Japon ; il a ouvert en 1957. Son nouveau bâtiment a été inauguré en 1997. La collection, rassemblée par son fondateur Ichizō Kobayashi, dont le pseudonyme était Itsuō, se compose de près de 5 500 œuvres, y compris quinze biens culturels importants et vingt objets d'art importants,,.

## Biens culturels importants

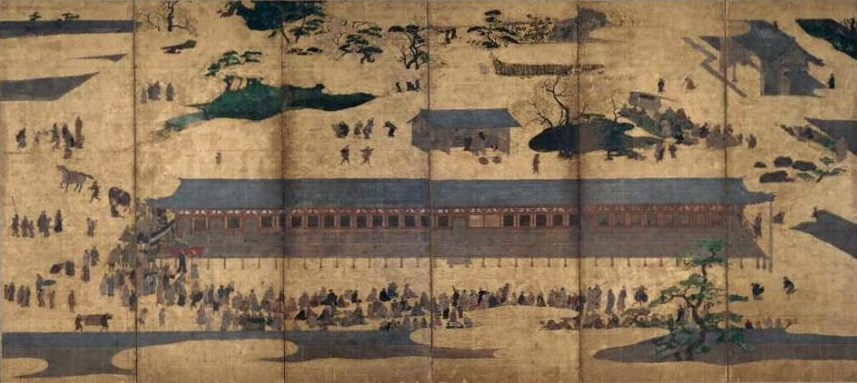
Tōshiya à Sanjūsangen-dô
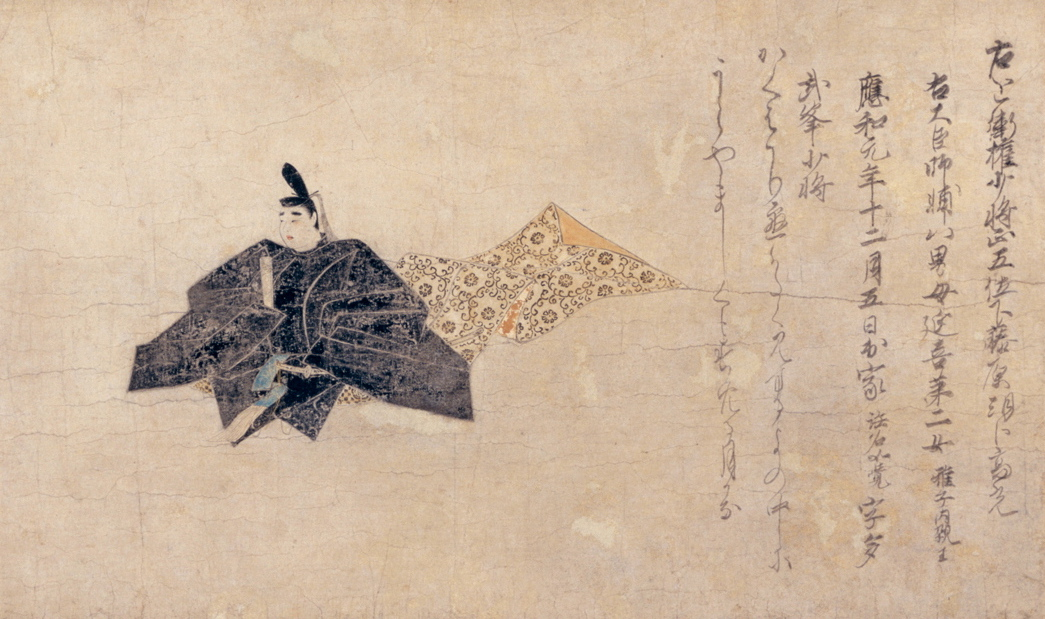
Fujiwara no Takamitsu, l'un des Trente-six poètes immortels
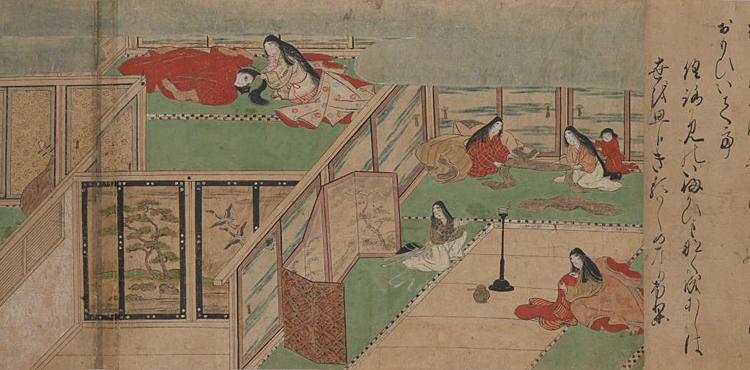
Ashibiki-e
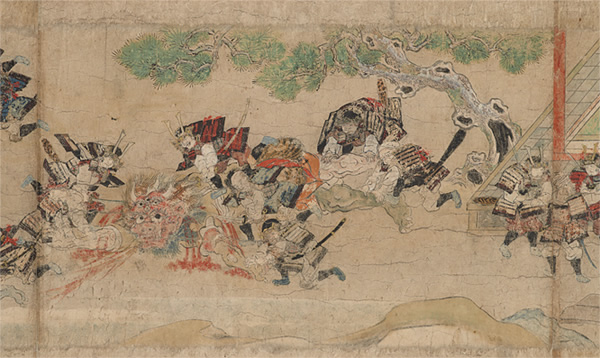
Ōeyama ekotoba
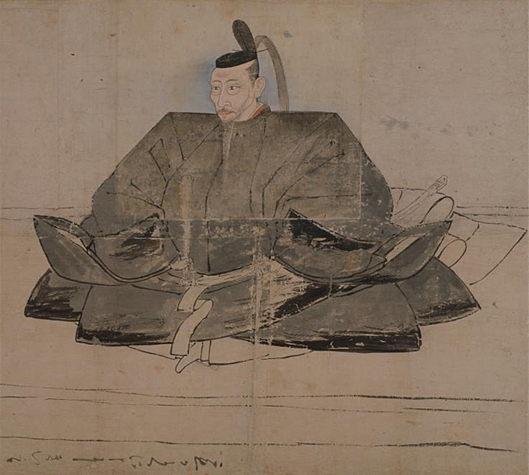
Portrait de Toyotomi Hideyoshi
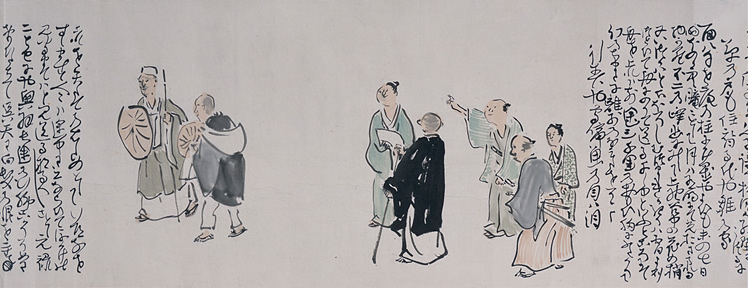
Oku no Hosomichi par Yosa Buson
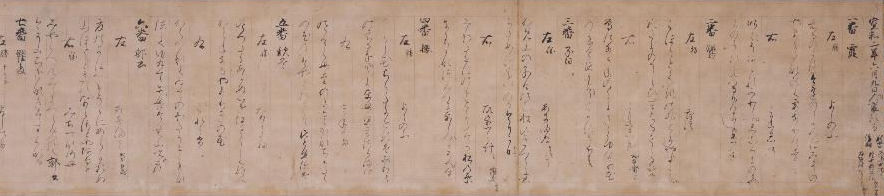
Dairi Uta-awase